# Stargirl (série de televisão)
DC's Stargirl, ou simplesmente Stargirl é uma série de televisão americana de drama, baseada na super-heroína da DC Comics de mesmo nome, criada por Geoff Johns e Lee Moder, que estreou no DC Universe. A série segue a estudante Courtney Whitmore, interpretada por Brec Bassinger, que descobre um cajado cósmico e se torna a inspiração para uma nova geração de super-heróis que se tornam a Sociedade da Justiça da América.
A DC Universe encomendou a série em julho de 2018. Bassinger foi escalada em setembro de 2018, com elenco adicional de seus familiares, a Sociedade da Justiça da América e a Sociedade da Injustiça escalados até fevereiro de 2019. As filmagens da série começaram em março de 2019 na região metropolitana de Atlanta área na Geórgia.
Stargirl estreou em 18 de maio de 2020 e é composta por 13 episódios. A série também será exibida no dia seguinte na The CW, além de estar disponível nas plataformas digitais da The CW. Antes da estreia da série, os personagens foram apresentados no crossover do Universo Arrow "Crise nas Infinitas Terras", estabelecendo Stargirl como existindo em uma Terra paralela às séries do Universo Arrow. Em julho de 2020, a série foi renovada para uma segunda temporada pela The CW, resultando em Stargirl uma série original da The CW. Está programado para ir ao ar em 2021.
Em 31 de outubro de 2022, foi anunciado que a terceira temporada de Stargirl será a última. Geoff Johns, criador da série, falou sobre o término da atração, que terá um final apropriado: “Com todas as mudanças colocadas em prática na emissora, estávamos cientes de que esta era possivelmente a última temporada. Então, fizemos [essa leva de episódios] com isso em mente. Entregamos o que acredito ser a melhor temporada de Stargirl até agora, com um fechamento criativo completo”. 

## Premissa
Depois que a estudante de segundo ano do ensino médio, Courtney Whitmore, descobre um poderoso bastão cósmico e que seu padrasto, Pat Dugan, costumava ser um ajudante de herói, ela se torna a inspiração para uma nova geração de super-heróis.

## Elenco e personagens

### Principais
- Brec Bassinger como Courtney Whitmore / Stargirl: Um estudante do ensino médio de Los Angeles que encontra uma arma poderosa, um Cajado Cósmico, e se torna a super-heroína adolescente Stargirl. Como Stargirl, ela também se torna a líder da segunda encarnação da Sociedade da Justiça da América (SJA).[3] Bassinger acrescentou que a série segue os quadrinhos Stars e S.T.R.I.P.E. mais "na medida em que ela é jovem, do ensino médio, ingênua, o que foi escolhido para ser incluido nessa versão da Stargirl". Maizie Smith interpreta Courtney, de 5 anos.
- Yvette Monreal como Yolanda Montez / Pantera II: Uma adolescente popular no Blue Valley High até que um escândalo a transformou em piada, ela se torna uma das amigas de Courtney e membro da nova Sociedade da Justiça da América como a heroína Pantera.[4]
- Anjelika Washington como Beth Chapel / Doutora Meia-Noite II: Uma rejeitada social e nerd que se torna um dos amigos de Courtney e membro da nova Sociedade da Justiça da América como a heroína Dra. Meia-Noite.[5]
- Cameron Gellman como Rick Tyler / Homem-Hora II: Um delinquente do ensino médio cujos pais morreram em um acidente de carro quando ele tinha sete anos. Ele se torna um dos amigos de Courtney e membro da nova Sociedade da Justiça da América como o herói Homem-Hora.[6] Boston Pierce interpreta um Rick de 7 anos.
- Trae Romano como Mike Dugan: o filho de Pat Dugan e meio-irmão de Courtney.[7]
- Jake Austin Walker como Henry King Jr.: Filho de Onda Mental e aluno e jogador de futebol famoso de Blue Valley High.[8] Mais tarde, ele desenvolve poderes psíquicos depois de experimentar um sofrimento emocional quando sei pai fica em coma. Sua mãe falecida era Merry, irmã de Sylvester Pemberton.
- Meg DeLacy como Cindy Burman / Shiv: A filha do Rei Dragão, namorada de Henry King Jr. e a aluna mais popular de Blue Valley High, com habilidades aprimoradas e empunhando lâminas de pulso na pele. Enquanto é líder de torcida da escola, ela está determinada a seguir os passos de seu pai. Em busca disso, ela adquiriu uma poderosa armadura e um cajado que atirava chamas.[8]
- Neil Jackson como Jordan Mahkent / Geada: O líder da Sociedade de Injustiça da América (ISA), um empresário "astuto" com o poder da criocinesia e fundador do The American Dream, uma empresa responsável pela revitalização do Blue Valley.[9]
- Christopher James Baker como Henry King Sr. / Onda Mental: Um membro da Sociedade de Injustiça com habilidades psiônicas, o pai de Henry King Jr., e um neurocirurgião de sucesso no Blue Valley Medical Center. Baker afirmou que Henry King Sr. era a "máscara" do Onda Mental, ao contrário do que deveria ser, e diz acreditar que o Onda Mental "é o verdadeiro ser".[4]
- Amy Smart como Barbara Whitmore: A mãe de Courtney e a esposa de Pat Dugan, que se esforça para equilibrar seu trabalho e sua vida doméstica. Barbara trabalha no The American Dream, onde atrai a atenção de Jordan Mahkent.[7]
- Luke Wilson como Pat Dugan / F.A.I.X.A: O padrasto de Courtney, o ex-companheiro de Starman (quando ele era conhecido como Listrado) e um mecânico dono de uma garagem de reparos, onde ele armazena um veículo robótico de 15 pés de altura de sua própria criação, feito de peças de reposição. Pat serve como um mentor relutante e figura paterna de Courtney e seus colegas de equipe da SJA. Apesar de sua tendência heroica, Pat quer viver uma vida normal para sua família.[10]
- Hunter Sansone como Cameron Mahkent / Geada II: Um estudante de Blue Valley High, aspirante a artista e filho de Jordan Mahkent, que gosta de Courtney. Mais tarde, ele desenvolve poderes criocinéticos como seu pai. Roger Dale Floyd interpreta um jovem Cameron.[7]

### Recorrente
- Henry Thomas como Charles McNider / Doutor Meia-Noite: Um membro da Sociedade da Justiça da América original que era um detetive e um pioneiro médico brilhante e inovador, com óculos especiais equipados com um I.A., mais tarde chamado de "Chuck" por Beth, a qual inspirou sua personalidade para ajudá-lo no combate ao crime.[11] Thomas também fornece a voz de "Chuck".
- Eric Goins como Steven Sharpe / Jogador: Um membro da Sociedade da Injustiça, que é um mestre na arte do engano.[9]
- Neil Hopkins como Lawrence "Crusher" Crock / Mestre dos Esportes: Um membro da Sociedade da Injustiça que usa armas com temas esportivos e acredita que todos os seus alvos são apenas parte de um jogo para vencer. Crusher é proprietário de uma academia em Blue Valley, casada com Paula Brooks e pai de Artemis Crock. [7]
- Joy Osmanski como Paula Brooks / Tigresa: Membro da Sociedade da Injustiça, que caça os seres humanos mais perigosos do mundo.[9]
- Hina Khan como Anaya Bowin / Violinista II: A diretora da Blue Valley High School.[12]
- Mark Ashworth como Justin / Cavaleiro Andante: Um misterioso zelador da Blue Valley High School que é secretamente um vigilante carregando uma espada encantada, a Excalibur.
- Nelson Lee como Rei Dragão: Um membro da SIA, pai de Cindy Burman, e um cientista polêmico que esconde seu rosto reptiliano e faz experiências com ele e seus pacientes. Ele era originalmente um criminoso de guerra imperial japonês da Segunda Guerra Mundial que supostamente foi executado por seus crimes antes de entrar secretamente na SIA. [9]

Além disso, Solomon Grundy, membro da Sociedade de Injustiça, aparece por meio da CGI.

### Participações
- Joel McHale como Sylvester Pemberton / Starman II: Um ex-membro da Sociedade da Justiça da América que usou um bastão cósmico antigravitacional que Courtney encontra.[13]
- Joe Knezevich como William Zarick / Mago: Um membro da Sociedade da Injustiça que usa magia.
- Lou Ferrigno, Jr. como Rex Tyler / Homem-Hora: Membro da Sociedade da Justiça da América, que é "um químico mestre e viciado em adrenalina" com a capacidade de adquirir super-força por uma hora por dia.[14]
- Brian Stapf como Ted Grant / Pantera: Membro da Sociedade da Justiça da América e ex-boxeador dos pesos pesados.[15]
- Cynthia Evans como Denise Zarick: A esposa de William Zarick e mãe de Joey Zarick.
- Adam Aalderis como Matt Harris: O irmão da esposa de Rex Tyler, Wendi, e o tio materno de Rick Tyler. Ele assume a guarda de Rick depois que Rex e Wendi são mortos pelo SIA, e tem um relacionamento abusivo com ele.
- Geoff Stults como Sam Kurtis: pai de Courtney e ex-namorado de Barbara. Ele foi contactado por sua ex, Barbara Whitmore-Dugan, cerca de uma década após seu desaparecimento por conselhos, quando Barbara descobriu a vida de Courtney como Stargirl.

#### Participações Especiais
- Stella Smith como Artemis Crock: A filha de "Crusher" Crock e Paula Brooks.
- Will Deusnir como Joey Zarick: O filho de William Zarick.
- Maggie Thurman como Mary Kramer: a melhor amiga de Courtney que mora na Califórnia. Olivia Baughn interpreta uma Mary de 5 anos.
- Elizabeth Bond como Maggie Kramer: A mãe de Mary.
- Christian Adam como Joshua Hamman: o nerd da Blue Valley High School e alvo frequente de agressores.
- Kron Moore como Bridget Chapel: Mãe de Beth Chapel, médica no Blue Valley Medical Center.
- Gilbert Glenn Brown como James Chapel: O pai de Beth Chapel e o marido de Bridget Chapel, que trabalha no sonho americano.
- Max Frantz como Isaac Bowin: Um aluno da Blue Valley High School e filho de Anaya Bowin, que é um músico selvagem.
- Ashley Winfrey como Jenny Williams: Aluna da Blue Valley High School, a melhor amiga de Cindy Burman e co-capitã do time de líderes de torcida da escola.
- Jim France como Sofus Mahkent: O pai da Jordânia e avô de Cameron, que apoia a campanha da Jordânia.
- Kay Galvin como Lily Mahkent: Mãe de Jordan e avó de Cameron, que apoia a campanha de Jordan.
- Amanda Lavassani como Christine Mahkent: esposa de Jordan que morreu antes da série, alimentando a campanha de Jordan.
- Jonathan Blanco como Alex Montez: irmão mais novo de Yolanda, que não a considera uma desgraça.
- Kikey Castillo como Maria Montez: mãe de Yolanda.
- Wilmer Calderon como Juan Montez: o pai de Yolanda.
- Norma Alvarez como avó de Yolanda.
- Kristin Brock como Wendi Tyler: Mãe de Rick Tyler, esposa de Rex Tyler e irmã de Matt Harris.

## Episódios
| Temporada | Temporada | Episódios | Episódios | Originalmente exibido | Originalmente exibido |
| Temporada | Temporada | Episódios | Episódios | Estreia da temporada  | Final da temporada    |
| --------- | --------- | --------- | --------- | --------------------- | --------------------- |
|           | 1         | 13        | 13        | 19 de maio de 2020    | 10 de agosto de 2020  |
|           | 2         | 13        | 13        | 10 de agosto de 2021  | 2 de novembro de 2021 |
|           | 3         | 13        | 13        | 31 de agosto de 2022  | 7 de dezembro de 2022 |

### 1ª Temporada (2020)
| N.º | Título                                                             | Dirigido por    | Escrito por         | Exibição original    | Cód. de produção |
| --- | ------------------------------------------------------------------ | --------------- | ------------------- | -------------------- | ---------------- |
| 1 | "Pilot" "(Piloto)"                                                 | Glen Winter     | Geoff Johns         | 19 de maio de 2020   | T56.10101        |
| Durante a temporada de férias, a sede da Sociedade da Justiça da América (SJA) é atacada pela Sociedade da Injustiça da América (SIA), e destrói seus inimigos da SJA. Pat Dugan, companheiro do herói Starman, chega para encontrar seu amigo, o encontra morrendo e o ajuda a escapar. Starman diz a Pat para manter seu cajado cósmico segura até encontrar um sucessor digno para reconstruir a Sociedade da Justiça. Enquanto isso, uma jovem Courtney Whitmore descobre que seu pai Sam Kurtis não poderia voltar para casa no Natal. Dez anos depois, sua mãe Barbara é casada com Pat e se mudam com a sua família adotiva para Blue Valley. Depois de um primeiro dia ruim na Blue Valley High School, Courtney acidentalmente tropeça em um caixote contendo o cajado cósmico em seu porão. Ela a leva ao cinema drive-in de Blue Valley, onde Courtney se disfarça e acidentalmente destrói o carro do pai de Henry King Jr. com uma explosão de energia enquanto brincava com ele. Voltando para casa, Courtney é confrontada por Pat, que admite seu envolvimento com a SJA. Henry Jr. informa seu pai, Henry King Sr., sobre o incidente, levando-o a vestir seu antigo uniforme da Onda Mental. Enquanto treina com o Cajado Cósmico, Courtney é atacada pelo Onda Mental antes de Pat a salvar com uma armadura.                                                     |                                                                    |                 |                     |                      |                  |
| 2 | "S.T.R.I.P.E." "(F.A.I.X.A.)"                                      | Greg Beeman     | Geoff Johns         | 25 de maio de 2020   | T56.10102        |
| Pat diz a Courtney que o membro da SJA, Homem-Hora, sobreviveu ao ataque e estava secretamente procurando o SIA em todo o país. Em um esforço para ajudar, Pat criou a armadura. Quando Homem-Hora chegou a Blue Valley, ele e sua esposa foram mortos em um acidente de carro. Pat veio a Blue Valley há dois anos para pegar a trilha, durante a qual conheceu Barbara. Pat aconselha Courtney a não procurar Onda Mental, mas ela o ignora e cria uma fantasia para si mesma do antigo uniforme do Starman. Enquanto isso, o Onda Mental encontra a carteira de identidade escolar de Courtney danificada no local de sua batalha. Enquanto frequentava a escola de Blue Valley, Henry Sr. confronta Courtney e ameaça matar Barbara, a menos que ela o traga o cajado para a equipe. Pat vai enfrentar o Onda Mental, mas é facilmente derrotado. Agora se chamando Stargirl, Courtney luta contra o Onda Mental e, com a ajuda de Pat, provoca um curto-circuito em seus poderes, deixando-o em coma. Courtney pede a Pat para se tornar seu parceiro, mudando seu codinome de Listrado para F.A.I.X.A. Enquanto isso, Jordan Mahkent se encontra com o associado Steven Sharpe na sede da SIA, no escritório do The American Dream, e aprende sobre o sucessor de Starman. |                                                                    |                 |                     |                      |                  |
| 3 | "Icicle" "(Geada)"                                                 | Michael Nankin  | Colleen McGuinness  | 1 de junho de 2020   | T56.10103        |
| Há oito anos Jordan jurou para sua esposa moribunda que ele iria garantir a segurança do filho e continuar o Projeto: Nova América. Courtney decide que ela e Pat precisam caçar os membros restantes da SIA, começando com o líder Geada. Pat, no entanto, insiste que ser um herói é muito mais perigoso do que ela entende. Na escola, Courtney conhece o aspirante a mágico Joey Zarick e o estudante de arte Cameron Mahkent, filho de Jordan. Ela também tenta defender a colega Yolanda Montez, que rejeita sua ajuda. Enquanto isso, Jordan visita William Zarick, membro do SIA, e faz uma armadilha para Courtney, acertando corretamente que ela irá em qualquer oportunidade de pegá-lo. Um ônibus escolar é acertado em sua luta e, embora Pat seja capaz de salvá-lo de mergulhar na água, ele e Courtney são incapazes de salvar Joey de ser atropelado por um caminhão. Enfurecido, William confronta Jordan, que o mata com seus poderes. Atormentado pela morte de Joey, Pat leva Courtney ao antigo quartel-general da SJA e diz para ela desistir de sua identidade até que ele diga o contrário. Recusando-se a ouvir, Courtney rouba as recordações dos membros da SJA falecidos para que ela possa encontrar seus sucessores. |                                                                    |                 |                     |                      |                  |
| 4 | "Wildcat" "(Pantera)"                                              | Rob Hardy       | James Dale Robinson | 8 de junho de 2020   | T56.10104        |
| Há três meses Yolanda se torna uma excluída depois que sua rival, Cindy Burman, vaza uma foto ousada que ela enviou a Henry Jr. para toda a escola. Como resultado, seu relacionamento com os pais católicos fica azedo. Usando seu desprezo mútuo por Henry Jr. para ganhar sua confiança, Courtney revela sua identidade como Stargirl para Yolanda e a recruta como a nova Pantera. As duas entram furtivamente no hospital para espionar Henry Sr., na esperança de encontrar os membros da SIA através da folha de visitantes. No entanto, elas partem depois de testemunhar sua diretora, Anaya Bowin, tocando violino para ele e depois descobrem que o nome dela não estava na folha de visitantes. Sua colega de classe, Beth Chapel, os vê e os reconhece quando eles saem. Yolanda rejeita a oferta de Courtney em favor de recuperar sua antiga vida, mas quando seus pais se recusam a perdoá-la, ela muda de ideias. Enquanto isso, Geada se reúne com o Rei Dragão, que concorda em se juntar à SIA para participar do Projeto: Nova América. Em outro lugar, a viúva de William, Denise, diz a Pat que ela está indo embora, avisando-o para não confiar nas autoridades de Blue Valley. Mais tarde, enquanto visitava o ferro-velho de seu amigo Zeke para obter peças de reposição, Pat encontra a gata de Denise, que o leva aos restos esmagados de seu carro.   |                                                                    |                 |                     |                      |                  |
| 5 | "Hourman and Doctor Mid-Nite" "(Homem-Hora e Doutora Meia-Noite)"  | David Straiton  | Melissa Carter      | 15 de junho de 2020  | T56.10105        |
| Há nove anos, após Rex Tyler enviar seu diário codificado para Pat, ele e sua esposa Wendi deixam o filho Rick sob os cuidados do irmão de Wendi, Matt Harris, pouco antes de serem assassinados em um acidente de carro orquestrado. Enquanto perseguia Courtney e Yolanda, Beth descobre um par de óculos na casa de Courtney que pertenceu ao membro morto da SJA o Doutor Meia-Noite, juntamente com o I.A. de seu criador. fac-símile, que revela que Rick é filho de Homem-Hora. Courtney leva Yolanda e Beth para uma festa de Halloween para encontrar Rick e dar a ele a ampulheta de seu pai, o que lhe permite ganhar super-força por uma hora por dia. Não interessado em se tornar Homem-Hora, Rick escolhe usar o dispositivo de seu pai para obter ganhos pessoais, incluindo destruir o caminhão de seu tio abusivo e a árvore onde seus pais foram mortos para desabafar sua raiva. Antes de uma briga começar, Beth descobre que o SIA fez Solomon Grundy matar os pais de Rick. Rick concorda em se juntar à SJA de Courtney, mas deixa claro que ele só quer se vingar do SIA. Enquanto isso, Bowin e Sharpe interceptam e matam motoristas de entrega para roubar uma antena parabólica para o Projeto: Nova América. Pat verifica o quarto de Courtney e descobre as recordações da SJA em seu armário.                                                        |                                                                    |                 |                     |                      |                  |
| 6 | "The Justice Society" "(A Sociedade da Justiça)"                   | Chris Manley    | Taylor Streitz      | 22 de junho de 2020  | T56.10106        |
| Depois de matar outro treinador de futebol de sua filha, Lawrence "Crusher" Crock e Paula Brooks são convocados por Geada para ajudar Sharpe como suas identidades da SIA, Mestre dos Esportes e Tigresa. Pat confronta Courtney, ordenando que ela pegue de volta o equipamento da SJA que deu a seus amigos. Temendo pela vida de seus colegas de equipe, Courtney pede que eles entreguem seus equipamentos, mas todos recusam e pressionam-na a deixá-los ir atrás de Sharpe quando ele tenta invadir uma empresa de comunicações por códigos de satélite. No entanto, eles são interceptados pelo Mestre dos Esportes e pela Tigresa, que facilmente dominam e quase matam os adolescentes antes do F.A.I.X.A. chegar. Posteriormente, Pat conversa com Courtney e deixa claro que, embora sua equipe não esteja pronta para enfrentar o SIA, ele concorda que uma nova SJA é necessária e oferece ajuda para treiná-los. Enquanto isso, Barbara se une a Mike após fazer uma visita surpresa à sua feira de ciências na escola, os poderes criocinéticos de Cameron começam a se desenvolver, e Geada reúne a SIA para descobrir quem são os sucessores da SJA e acordar o Onda Mental para completar o projeto Nova América. |                                                                    |                 |                     |                      |                  |
| 7 | "Shiv Part One" "(Shiv, Parte 1)"                                  | Lea Thompson    | Evan Ball           | 29 de junho de 2020  | T56.10107        |
| Pat faz um esforço para treinar a nova SJA, mas a impaciência de Courtney a leva a sabotar o exercício exibindo-se, perturbando a equipe. Cindy visita seu pai Rei Dragão, revelando que ela tem habilidades aprimoradas e exigindo que ele permita que ela se junte a SIA. Ele se recusa, insistindo que ela continue monitorando Henry Jr., que está lentamente começando a perceber que pode ler mentes. Cindy se sente cada vez mais isolada de seus amigos e colegas, mas quando Courtney faz parceria com ela na aula de ciências, elas se tornam amigas. Jordan oferece a Barbara a chance de lidar com um importante negócio do The American Dream em Oakville. No jogo de futebol de Blue Valley High, Mike expressa ciúmes por Courtney passar muito tempo com seu pai em vez dele. Cameron convida Courtney para ir ao baile, e ela escolhe deixar Cindy para trás, o que a irrita. Em resposta, Cindy rouba um traje experimental de armadura elétrica e um cajado de lança-chamas de seu pai e vai confrontar Stargirl, conseguindo esfaqueá-la com suas lâminas de pulso. Depois que o zelador da escola Justin a derrota com uma espada encantada, Cindy escapa e o cajado cósmico leva Pat a uma Courtney inconsciente, sendo reconhecido por Justin nas sombras. |                                                                    |                 |                     |                      |                  |
| 8 | "Shiv Part Two" "(Shiv, Parte 2)"                                  | Geary McLeod    | Paula Sevenbergen   | 6 de julho de 2020   | T56.10108        |
| Pat finge um acidente de carro para explicar os ferimentos de Courtney, embora ele diga a ela que eles precisam revelar a verdade sobre a SJA para Barbara. Cindy vai até o pai, que a repreende por desobedecê-lo, antes de fazer uma visita a Courtney para revelar que conhece sua identidade e ameaça matá-la e a seus amigos. Jordan confronta um executivo da empresa química que ele culpa pela morte de sua esposa e o mata. Beth e Pat se apresentam como pai e filha para se infiltrar na casa de Cindy e investigar sua família, onde encontram uma foto de Rei Dragão, que Chuck identifica como falecido criminoso de guerra, Dr. Shiro Ito. A equipe é forçada a fazer uma saída apressada quando Cindy retorna inesperadamente para casa, sem saber que Courtney acha que eles estão em perigo. Henry descobre que tem habilidades telepáticas e encontra a roupa do Onda Mental e arquivos de seu pai, onde descobre que Cindy o está monitorando. Ele a encontra brigando com Stargirl e dispara uma onda psíquica que derruba as duas. Confuso e assustado, Henry descobre telepaticamente a identidade de Courtney antes de fugir. Observando que sua previsão estava correta, Rei Dragão ordena que os drones capturem Cindy. |                                                                    |                 |                     |                      |                  |
| 9 | "Brainwave" "(Onda Mental)"                                        | Tamra Davis     | Colleen McGuinness  | 13 de julho de 2020  | T56.10109        |
| Há décadas o jovem Henry Sr. comete seu primeiro assassinato em legítima defesa. Courtney informa a SJA que planeja recrutar Henry Jr., mas Yolanda e Rick são contra. Com Cindy presa, o Rei Dragão se reúne com a SIA para relatar que ele pode usar Henry Jr. para concluir o Projeto: Nova América e permitir que eles façam lavagem cerebral em uma grande parte dos Estados Unidos. Barbara convida Jordan para se juntar à família para um jantar. Pat designa Rick e Beth para investigar a história de Blue Valley, durante a qual descobrem que os fundadores da cidade estabeleceram uma rede de túneis que permitem ao SIA operar secretamente. Courtney visita Henry Jr. e descobre que está pesquisando as origens do Onda Mental. Ela tenta convencê-lo de que a crença de seu pai no mal inerente à humanidade está errada, mas Henry a força a sair. Enquanto jantava com Jordan e sua família, Courtney o vê segurando um prato quente sem luvas de proteção e deduz que ele é o Geada. Ao compartilhar sua descoberta com Pat, ela involuntariamente segura o cajado cósmico na frente de Barbara, que fica chocada. Henry Jr. acidentalmente mata o advogado ganancioso de seu pai, assim que Henry Sr. acorda. |                                                                    |                 |                     |                      |                  |
| 10 | "Brainwave, Jr." "(Onda Mental II)"                                | Andi Armaganian | James Dale Robinson | 20 de julho de 2020  | T56.10110        |
| Dois anos antes, Pat e Barbara tiveram seu primeiro encontro em um restaurante. Culpando Pat por convencer Courtney a se tornar uma super-heroína, Barbara o expulsa e diz a Courtney que elas estão saindo de Blue Valley. Depois de descobrir que Henry Sr. tem amnésia e Jordan matou sua mãe Mary, Henry Jr. se convence de que pode salvar seu pai da influência de Jordan. Quando Pat vai encontrar Barbara, Courtney e a SJA, acompanhadas por Henry Jr., procuram a sede da SIA. Barbara grava uma conversa com Jordan e seus pais; em que ela e Pat descobrem sobre uma "máquina" que Jordan está construindo. Enquanto a SJA continua sua busca, eles tropeçam no laboratório particular do Rei Dragão, onde Stargirl, Pantera e Henry Jr. são capazes de derrotar ele e seus drones antes de localizar Onda Mental, que foi curado de sua amnésia. A equipe tenta escapar, mas ele os encurrala. Henry Jr. tenta convencer seu pai a abandonar Jordan, mas Onda Mental revela que ele matou Mary, não Jordan, antes de enterrar seu filho vivo enquanto a SJA assiste horrorizada e Henry Jr. use suas palavras agonizantes para incentivá-las a continuar lutando ante de morrer. |                                                                    |                 |                     |                      |                  |
| 11 | "Shining Knight" "(Cavaleiro Andante)"                             | Jennifer Phang  | Geoff Johns         | 27 de julho de 2020  | T56.10111        |
| O pai de Courtney, Sam Kurtis, chega em Blue Valley e se relaciona com ela. Na realidade, ele a está usando secretamente para pegar seu medalhão e vendê-lo por dinheiro. Pat descobre isso e o confronta, dizendo-lhe para nunca mais voltar. Enquanto isso, Justin sofre de perda de memória e pede ajuda a Pat para se lembrar de seu tempo como Cavaleiro Andante. Courtney descobre que Onda Mental conhece sua identidade e tenta usar o cajado para impedi-ló, mas o mesmo não funciona devido à sua falta de confiança, após ela descobrir que não é filha do Starman, e seu medo de que ela não seja boa o suficiente para ser Stargirl. Pat e Barbara a ajudam a recuperar sua confiança e ela ativa o cajado, agora com mais poder do que antes. Em outros lugares, Onda Mental revela a identidade de Courtney para o Geada e faz a conexão de que Pat deve ser o Listrado. Geada invade o computador de Barbara e descobre que ela está investigando a morte de Starman, então ele e o Onda Mental planejam matar a família inteira de Courtney, incluindo Mike, para não deixar um legado para ameaçá-los no futuro. Quando Geada envia Onda Mental para matar Courtney e sua família, um monitor próximo mostra que eles planejam lançar o Projeto: Nova América em 12 horas, que agora não envolve mais a lavagem cerebral de seis estados, mas a de metade do país. |                                                                    |                 |                     |                      |                  |
| 12 | "Stars & S.T.R.I.P.E. Part One" "(Estrelas e F.A.I.X.A., Parte 1)" | Toa Fraser      | Melissa Carter      | 3 de agosto de 2020  | T56.10112        |
| Com o Projeto Nova América começando, Mestre dos Esportes e Tigresa são enviados para matar Pat, Barbara e Courtney, que conseguem derrotá-los com a ajuda de Mike, que aprende sobre a SJA e o envolvimento do pai e da meia-irmã nela. A família, junto com a SJA e Justin, refugiam-se na cabine de Pat para formular um plano para derrotar a Sociedade da Injustiça. Depois que Isaac, o filho de Anaya, vem até ela com problemas com bullying, ela o encoraja a se vingar de seus atormentadores antes de se encontrar com Tigresa e Mestre dos Esportes, que a matam por chamá-los de pais ruins. Com a ajuda de Pat, Rick decifra o diário de seu pai e descobre um mapa completo do covil subterrâneo da SIA. Beth invade os computadores da SIA e descobre que, embora o Projeto: Nova América vise parar o aquecimento global, utilizar energia limpa e eliminar todas as formas de discriminação, isso custará 25 milhões de vidas. Antes que a SJA possa localizar o amplificador sináptico da SIA, o Rei Dragão inicia o processo de lavagem cerebral, deixando Justin e Barbara em estados de transe, e forçando Pat a lutar com Courtney. |                                                                    |                 |                     |                      |                  |
| 13 | "Stars & S.T.R.I.P.E. Part Two" "(Estrelas e F.A.I.X.A., Parte 2)" | Greg Beeman     | Geoff Johns         | 10 de agosto de 2020 | T56.10113        |
| Beth liberta Pat e Justin de seus transes, levando a um confronto entre SJA e SIA, onde o Mestre dos Esportes e Tigresa são derrotados, enquanto Cindy escapa e mata o Rei Dragão. Sharpe solta Grundy, que danifica gravemente F.A.I.X.A., antes que Rick o derrote, embora ele opte por poupá-lo e o deixe partir em troca de nunca mais voltar. Pantera mata Onda Mental, depois que ele se disfarça de Henry Jr. e Stargirl destrói o amplificador sináptico, mas Icicle destrói os óculos de Beth, silenciando Chuck junto com eles, e leva Barbara como refém. Ele tenta convencê-la a ficar do lado dele, mas Barbara se recusa, antes que Pat e Stargirl o confrontem. Depois de sofrer danos em sua armadura de gelo, Geada é morto por Mike. Sharpe apaga todos os arquivos dos sistemas do SIA antes de escapar. Após a batalha final, Justin parte de Blue Valley para encontrar os Sete Soldados da Vitória sobreviventes, Shade assiste o noticiário encobrir a trama da SIA, dizendo que foi um terremoto, da sala de reunião, e Cindy encontra uma joia contendo "Eclipso" na unidade de armazenamento de Zarick. Seis semanas depois, a família Whitmore-Dugan celebra o Natal com a SJA, enquanto um homem que afirma ser Sylvester Pemberton procura por Pat na Califórnia.                                                                                       |                                                                    |                 |                     |                      |                  |

### 2ª Temporada: Escola de Verão (2021)
| N.º na série | N.º na temp. | Título                                                                     | Dirigido por         | Escrito por                     | Lançamento             |
| ------------ | ------------ | -------------------------------------------------------------------------- | -------------------- | ------------------------------- | ---------------------- |
| 14           | 1            | "Summer School: Chapter One" "(Escola de Verão: Capítulo Um)" (BR)         | Andi Armaganian      | Geoff Johns                     | 10 de agosto de 2021   |
| 15           | 2            | "Summer School: Chapter Two" "(Escola de Verão: Capítulo Dois)" (BR)       | Andi Armaganian      | James Dale Robinson             | 17 de agosto de 2021   |
| 16           | 3            | "Summer School: Chapter Three" "(Escola de Verão: Capítulo Três)" (BR)     | Lea Thompson         | Turi Meyer & Alfredo Septién    | 24 de agosto de 2021   |
| 17           | 4            | "Summer School: Chapter Four" "(Escola de Verão: Capítulo Quatro)" (BR)    | Lea Thompson         | Taylor Streitz                  | 31 de agosto de 2021   |
| 18           | 5            | "Summer School: Chapter Five" "(Escola de Verão: Capítulo Cinco)" (BR)     | Sheelin Choksey      | Steve Harper                    | 7 de setembro de 2021  |
| 19           | 6            | "Summer School: Chapter Six" "(Escola de Verão: Capítulo Seis)" (BR)       | Walter Carlos Garcia | Paula Sevenbergen               | 14 de setembro de 2021 |
| 20           | 7            | "Summer School: Chapter Seven" "(Escola de Verão: Capítulo Sete)" (BR)     | Sheelin Choksey      | Robbie Hyne                     | 21 de setembro de 2021 |
| 21           | 8            | "Summer School: Chapter Eight" "(Escola de Verão: Capítulo Oito)" (BR)     | Andi Armaganian      | Steve Harper                    | 28 de setembro de 2021 |
| 22           | 9            | "Summer School: Chapter Nine" "(Escola de Verão: Capítulo Nove)" (BR)      | Andi Armaganian      | Alfredo Septién & Turi Meyer    | 5 de outubro de 2021   |
| 23           | 10           | "Summer School: Chapter Ten" "(Escola de Verão: Capítulo Dez)" (BR)        | Sheelin Choksey      | Taylor Streitz                  | 12 de outubro de 2021  |
| 24           | 11           | "Summer School: Chapter Eleven" "(Escola de Verão: Capítulo Onze)" (BR)    | Sheelin Choksey      | Paula Sevenbergen & Robbie Hyne | 19 de outubro de 2021  |
| 25           | 12           | "Summer School: Chapter Twelve" "(Escola de Verão: Capítulo Doze)" (BR)    | Greg Beeman          | James Dale Robinson             | 26 de outubro de 2021  |
| 26           | 13           | "Summer School: Chapter Thirteen" "(Escola de Verão: Capítulo Treze)" (BR) | Greg Beeman          | Geoff Johns                     | 2 de novembro de 2021  |

### 3ª Temporada: Aminimigos (2022)
| N.º na série | N.º na temp. | Título | Dirigido por         | Escrito por                          | Lançamento             |
| ------------ | ------------ | --- | -------------------- | ------------------------------------ | ---------------------- |
| 27           | 1            | "Frenemies Chapter One: The Murder" "(Aminimigos Capítulo Um: O Assassinato)" (BR)                                                                    | Andi Armaganian      | Geoff Johns                          | 31 de agosto de 2022   |
| 28           | 2            | "Frenemies Chapter Two: The Suspects" "(Aminimigos Capítulo Dois: Os Suspeitos)" (BR)                                                                 | Andi Armaganian      | Robbie Hyne                          | 7 de setembro de 2022  |
| 29           | 3            | "Frenemies Chapter Three: The Blackmail" "(Aminimigos Capítulo Três: A Chantagem)" (BR)                                                               | Walter Carlos Garcia | Taylor Streitz                       | 14 de setembro de 2022 |
| 30           | 4            | "Frenemies Chapter Four: The Evidence" "(Aminimigos Capítulo Quatro: A Prova)" (BR)                                                                   | Walter Carlos Garcia | Paula Sevenbergen                    | 21 de setembro de 2022 |
| 31           | 5            | "Frenemies Chapter Five: The Thief" "(Aminimigos Capítulo Cinco: O Ladrão)" (BR)                                                                      | Lea Thompson         | Steve Harper                         | 5 de outubro de 2022   |
| 32           | 6            | "Frenemies Chapter Six: The Betrayal" "(Aminimigos Capítulo Seis: A Traição)" (BR)                                                                    | Lea Thompson         | Alfredo Septién & Turi Meyer         | 12 de outubro de 2022  |
| 33           | 7            | "Frenemies Chapter Seven: Infinity Inc. Part One" "(Aminimigos Capítulo Sete: Corporação Infinito Parte Um)" (BR)                                     | Glen Winter          | James Dale Robinson                  | 19 de outubro de 2022  |
| 34           | 8            | "Frenemies Chapter Eight: Infinity Inc. Part Two" "(Aminimigos Capítulo Oito: Corporação Infinito Parte Dois)" (BR)                                   | Glen Winter          | Paula Sevenbergen & Robbie Hyne      | 26 de outubro de 2022  |
| 35           | 9            | "Frenemies Chapter Nine: The Monsters" "(Aminimigos Capítulo Nove: Os Monstros)" (BR)                                                                 | Andi Armaganian      | Geoff Johns                          | 2 de novembro de 2022  |
| 36           | 10           | "Frenemies Chapter Ten: The Killer" "(Aminimigos Capítulo Dez: O Assassino)" (BR)                                                                     | Andi Armaganian      | James Dale Robinson & Taylor Streitz | 9 de novembro de 2022  |
| 37           | 11           | "Frenemies Chapter Eleven: The Haunting" "(Aminimigos Capítulo Onze: A Assombração)" (BR)                                                             | Jennifer Phang       | Steve Harper & Maytal Zchut          | 16 de novembro de 2022 |
| 38           | 12           | "Frenemies Chapter Twelve: The Last Will and Testament of Sylvester Pemberton" "(Aminimigos Capítulo Doze: O Testamento de Sylvester Pemberton)" (BR) | Jennifer Phang       | Turi Meyer & Alfredo Septién         | 30 de novembro de 2022 |
| 39           | 13           | "Frenemies Chapter Thirteen: The Reckoning" "(Aminimigos Capítulo Treze: O Acerto de Contas)" (BR)                                                    | Walter Carlos Garcia | Geoff Johns                          | 7 de dezembro de 2022  |

## Produção

Brec Bassinger como Courtney Whitmore / Stargirl.

### Desenvolvimento
Em 19 de julho de 2018, foi anunciado que a DC Universe havia dado à produção um pedido de série para uma primeira temporada composta por treze episódios. O piloto está programado para ser escrito por Geoff Johns, que será produtor executivo ao lado de Greg Berlanti e Sarah Schechter. As empresas de produção envolvidas na série devem incluir Mad Ghost Productions, Berlanti Productions e Warner Bros. Television. A série foi considerada para ser renomeada de Stargirl. Em 6 de julho de 2020, The CW renovou a série para uma segunda temporada, resultando na série movendo-se exclusivamente para o canal como uma série original da The CW.

### Roteiro
Johns descreveu Stargirl como tendo um tom semelhante aos filmes dos anos 80, como E.T.: O Extraterrestre e de De Volta Para O Futuro. O início da série vê as mortes dos membros originais da Sociedade da Justiça da América (SJA). Com a geração mais jovem assumindo seu controle, Johns disse que seus "caminhos não estão completos. Eles não sabem onde vão estar ou como vão estar. E, portanto, existem todos os tipos de erros que podem cometer e escolhas que eles podem fazer, e quem sabe qual será o seu destino final? ... Isso cria muita diversão e muita imprevisibilidade". Os membros da Sociedade da Injustiça espelham os da equipe da SJA, com Johns dizendo que quase todo mundo que tenha sido membro da Sociedade de Injustiça nos quadrinhos apareceria na série. Falando sobre os membros clássicos da SJA, como Alan Scott e Jay Garrick, Johns os chamou de "estadistas idosos" e que "são mencionados e existem na SJA" com "seus legados ... sentidos ao longo do show". Também havia "planos para o futuro". Na primeira temporada, a estrela Brec Bassinger sentiu que o Doutor Meia-Noite original, Charles McNider teria "um papel significativo a desempenhar", enquanto Johns acrescentou que a temporada estabeleceria os Sete Soldados da Vitória como o primeiro time de super-heróis antes da SJA e exploraria a história do cajado cósmico. Sobre a morte de Henry King Jr., Johns revelou que sempre "teve uma história finita", indo "de um valentão a um herói redimido e, em seguida, morrer protegendo seus novos amigos ao enfrentar seu pai, enquanto aprendia uma lição com a Courtney a se desculpava com Yolanda." Johns conversou com o ator Jake Austin Walker antes de assinar para interpretar o personagem, para informá-lo e discutir o personagem com ele. O retorno do personagem no final da primeira temporada com seu pai fingindo ser seu filho foi feito para subverter o tropo "ninguém nunca morre" de super-heróis.
O final sombrio da Yolanda, na qual ela mata o Onda Mental será "uma grande parte da 2ª temporada". Johns acrescentou que em comparação com Rick Tyler, que está "começando a mudar" depois de superar sua raiva pela morte de seu pai, Yolanda está "mudando para o outro lado ... Ela está perdida em seu próprio mundo, pensando sobre o que ela fez "já que ela não estava pronta para matar alguém, ao contrário de Rick. Além disso, mais motivações dos membros sobreviventes da Sociedade da Injustiça serão exploradas na segunda temporada.

### Escolha do elenco
Em setembro de 2018, foi anunciado que Brec Bassinger havia sido escolhida como Courtney Whitmore/Stargirl. Em novembro de 2018, Anjelika Washington, Yvette Monreal e Christopher James Baker foram escalados, todos em papéis não revelados. No mês seguinte, Joy Osmanski foi escalada como Paula Brooks/Tigress, Neil Hopkins como Lawrence "Crusher" Crock/Mestre dos Esportes e Nelson Lee foi escalado como Dragon King, membros da Sociedade da Injustiça. Em janeiro de 2019, Luke Wilson foi escalado como Pat Dugan.
Em dezembro de 2018, os seguintes membros da Sociedade da Justiça da América foram escalados, todos os papéis recorrentes: Joel McHale como Sylvester Pemberton/Starman, Lou Ferrigno Jr. como Rex Tyler/Homem-Hora, Brian Stapf como Ted Grant/Pantera e Henry Thomas como Charles McNider/Doutor Meia-Noite. Além disso, Joy Osmanski foi escalado como Paula Brooks/Tigresa, Neil Hopkins foi escalado como Lawrence "Crusher" Crock/Mestre dos Esportes, e Nelson Lee foi escalado como Dr. Ito/Rei Dragão, membros da Sociedade da Injustiça. Em abril, Hina Khan foi escalada como Anaya Bowin.

### Design
A figurinista LJ Shannon "tentou permanecer o mais fiel possível à história [dos quadrinhos]" em seus projetos. Cada uma das roupas é "utilitária", com looks individuais. Johns descreveu o Doutor Meia-Noite como "[um] pouco punk" com lona e couro e o do Homem-Hora como "um pouco mais liso". A empresa de efeitos especiais, Legacy Effects criou uma protótipo da armadura do F.A.I.X.A. para uso durante as filmagens.

### Filmagem
As filmagens começaram em 14 de março de 2019 em Dallas, Geórgia. Com Glen Winter dirigindo o piloto, Christopher Manley e Scott Peck foram diretores de fotografia da série. As filmagens ocorrem em toda a área metropolitana de Atlanta.
A série continuará a ser filmada em Atlanta para a segunda temporada. com as filmagens começando no final de outubro de 2020.

### Efeitos Visuais
Zoic Studios forneceu efeitos visuais para a série. De acordo com Johns, Stargirl foi a primeira série de televisão da Warner Bros. a utilizar a pré-visualização (um processo mais comumente utilizado pelos filmes) para suas cenas de efeitos. A pré-visualização foi realizada pela The Third Floor, Inc. Johns trouxe sua experiência trabalhando nos filmes Mulher Maravilha (2017), Aquaman (2018) e Shazam! (2019) para ajudar a série a ter visuais não "vistos em programas de super-heróis antes".

### Música
Em junho de 2019, Pinar Toprak revelou que estaria compondo para a série.

## Lançamento
Stargirl estreou no DC Universe em 18 de maio de 2020 e consistirá em 13 episódios. A série foi originalmente planejada para estrear em 11 de maio de 2020. A série é lançada em 4K Ultra HD no DC Universe.
Em novembro de 2019, foi anunciado que a The CW transmitia cada episódio no dia seguinte à sua estreia no serviço de streaming, com cada episódio também disponível para transmissão nas plataformas on-line da The CW após sua transmissão. Stargirl começou a ser exibida na The CW em 19 de maio de 2020, às 20h. Alguns episódios têm conteúdo removido quando são exibidos na The CW para permitir os comerciais da rede. Por exemplo, aproximadamente 10 minutos entre os dois primeiros episódios foram removidos. O DC Universe transmite os episódios completos. Os planos de lançamento da série mudaram e ele ficou em pós-produção por mais tempo para acomodar a transmissão na The CW, a fim de realizar os ajustes que precisavam ser feitos.
A segunda temporada da série irá ao ar exclusivamente na The CW, e está programado para ir ao ar em 2021.

### Marketing
Em 7 de dezembro de 2019, foi lançado um trailer. No início de agosto de 2020, a The CW lançou vários pôsteres para sua séries do Univeros Arrow com os super-heróis usando máscaras, incluindo Stargirl, com todos os pôsteres tendo a legenda "Heróis de Verdade Usam Máscara". Essa tática de marketing foi usada para "enfatizar a importância do uso de máscaras em público para ajudar a impedir a disseminação do" COVID-19.

## Recepção

### Audiência naThe CW
A tabela a seguir representa os dados de audiência para a exibição de cada episódio na The CW, pois o DC Universe não libera informações de audiência.
| №  | Título                          | Exibição original    | Rating/share (18–49) | Audiência (em milhões) | DVR (18–49) | Audiência em DVR (milhões) | Total (18–49) | Audiência total (em milhões) |
| -- | ------------------------------- | -------------------- | -------------------- | ---------------------- | ----------- | -------------------------- | ------------- | ---------------------------- |
| 1  | "Pilot"                         | 19 de maio de 2020   | 0.3                  | 1.22                   | 0.2         | 0.54                       | 0.5           | 1.77                         |
| 2  | "S.T.R.I.P.E."                  | 26 de maio de 2020   | 0.3                  | 1.19                   | 0.2         | 0.63                       | 0.4           | 1.82                         |
| 3  | "Icicle"                        | 2 de junho de 2020   | 0.2                  | 0.96                   | 0.2         | 0.72                       | 0.4           | 1.68                         |
| 4  | "Wildcat"                       | 9 de junho de 2020   | 0.2                  | 1.10                   | 0.2         | 0.56                       | 0.4           | 1.65                         |
| 5  | "Hourman and Dr. Mid-Nite"      | 16 de junho de 2020  | 0.2                  | 0.94                   | 0.2         | 0.76                       | 0.4           | 1.70                         |
| 6  | "The Justice Society"           | 23 de junho de 2020  | 0.2                  | 0.92                   | 0.2         | 0.71                       | 0.4           | 1.63                         |
| 7  | "Shiv Part One"                 | 30 de junho de 2020  | 0.2                  | 0.99                   | 0.2         | 0.59                       | 0.4           | 1.58                         |
| 8  | "Shiv Part Two"                 | 7 de julho de 2020   | 0.2                  | 0.96                   | 0.2         | 0.61                       | 0.4           | 1.57                         |
| 9  | "Brainwave"                     | 14 de julho de 2020  | 0.2                  | 0.83                   | 0.2         | 0.58                       | 0.4           | 1.41                         |
| 10 | "Brainwave Jr"                  | 21 de julho de 2020  | 0.2                  | 0.77                   | 0.1         | 0.31                       | 0.3           | 1.08                         |
| 11 | "Shining Knight"                | 28 de julho de 2020  | 0.2                  | 0.74                   | 0.1         | 0.41                       | 0.3           | 1.14                         |
| 12 | "Stars & S.T.R.I.P.E. Part One" | 4 de agosto de 2020  | 0.2                  | 0.83                   | 0.1         | 0.39                       | 0.3           | 1.22                         |
| 13 | "Stars & S.T.R.I.P.E. Part Two" | 11 de agosto de 2020 | 0.2                  | 0.86                   | 0.2         | 0.48                       | 0.4           | 1.34                         |

O episódio piloto foi amarrado para a estreia da segunda melhor série na The CW para a temporada de televisão de 2019-2020 com Nancy Drew após Batwoman, e foi a melhor estreia da série de verão na rede desde Whose Line Is It Anyway? temporada nove em 2013. Durante os primeiros sete episódios da temporada, Stargirl teve uma média de 0,2 classificação para adultos de 18 a 49 anos e perto de 1 milhão de espectadores iniciais por episódio, o que estava "no mesmo nível" das séries do Universo Arrow da The CW.

### Resposta da crítica
A avaliação do site Rotten Tomatoes deu para a série um índice de 91% de aprovação dos críticos e com uma classificação média de 7,56/10 baseado em 31 comentários. O site disse: "Uma série 'estrelar perfeita para quem procura um pouco de esperança, Stargirl é uma diversão deliciosa que toda a família pode desfrutar." O Metacritic, que usa uma média ponderada, atribuiu uma pontuação de 68/100 com base em comentários de 8 críticos, o que indica "avaliações geralmente favoráveis".
Brian Lowry da CNN descreveu a série como "dificilmente procura reinventar a roda, ou mesmo expandir o molde. Ainda assim, sua mistura de personagens sólidos, escrita inteligente e exuberância juvenil lança uma luz mais brilhante do que a maioria." Daniel Fienberg do The Hollywood Reporter fez uma crítica afirmando "Derivado, mas deve preencher o buraco em forma de história de super-herói em seu coração" e escreveu: "O resultado é que um programa que é frequentemente derivado ao ponto de distração pode na verdade preencher uma necessidade dos espectadores de poder se concentrar em seus encantos ocasionais até que melhores programas de super-heróis retornem."

## Universo Arrow
Stargirl e sua equipe foram brevemente apresentadas no crossover do Universo Arrow "Crise nas Infinitas Terras". A série é ambientada na Terra-2. A Stargirl de Terra-1 já havia aparecido anteriormente em três episódios da segunda temporada de Legends of Tomorrow, interpretada por Sarah Gray, entre outubro de 2016 e fevereiro de 2017. 
Quanto a qualquer crossover adequado com o Universo Arrow, Johns e Bassinger estavam interessados na ideia. Em abril de 2020 Johns disse: "No momento, a principal preocupação é garantir que esse show seja ótimo, que esses personagens sejam ótimos, que tenham suas próprias histórias e que tenham o tempo de tela e os episódios adequados para desenvolver por conta própria. Esperamos que, no futuro, possamos fazer algo divertido, mas a primeira temporada é para garantir que Stargirl seja o melhor programa possível." Bassinger acrescentou que já havia uma discussão preliminar sobre o crossover com o The Flash, e ela esperava poder fazer o crossover com Melissa Benoist em Supergirl. 